# Кашув (Малопольське воєводство)
Кашув (пол. Kaszów) — село в Польщі, у гміні Лішки Краківського повіту Малопольського воєводства.
Населення — 2071 особа (2011).
У 1975-1998 роках село належало до Краківського воєводства.

## Демографія
Демографічна структура станом на 31 березня 2011 року:
|          | Загалом | Допрацездатний вік | Працездатний вік | Постпрацездатний вік |
| -------- | ------- | ------------------ | ---------------- | -------------------- |
| Чоловіки | 1009    | 204                | 735              | 70                   |
| Жінки    | 1062    | 229                | 643              | 190                  |
| Разом    | 2071    | 433                | 1378             | 260                  |